# ريوتارو ميشينو
ريوتارو ميشينو (باليابانية: 食野 亮太郎) (18 يونيو 1998 في أوساكا في اليابان – )؛ هو لاعب كرة قدم ياباني سابق كان يلعب كمهاجم.

## وصلات خارجية
- ريوتارو ميشينو على موقع رابطة كرة القدم اليابانية للمحترفين (اليابانية)
- ريوتارو ميشينو على موقع قاعدة بيانات كرة القدم.إي يو (الإنجليزية)
- ريوتارو ميشينو على موقع Soccerbase.com (لاعب) (الإنجليزية)
- ريوتارو ميشينو على موقع Soccerway.com (الإنجليزية)
- ريوتارو ميشينو على موقع عالم كرة القدم.نت (الإنجليزية)
- ريوتارو ميشينو على موقع كووورة